# Markam
Markam, Mangkam lub Mangkang (tyb. སྨར་ཁམས་རྫོང་, Wylie: smar khams rdzongg, ZWPY: Markam Zong; chiń. upr. 芒康县; pinyin Mángkāng Xiàn) – powiat we wschodniej części  Tybetańskiego Regionu Autonomicznego, w prefekturze Qamdo. W 1999 roku powiat liczył 70 276 mieszkańców.